# Galleta forta
La galleta forta es un pan con forma de disco (plano, redondo y muy fino), poco tostado, enharinado y muy crujiente típico de la isla de Ibiza, en España. A diferencia de otras galletas marineras, la galeta forta es muy fina y ancha, alcanzando los 20 cm de diámetro. Contiene harina integral y harina panificable suave (~W130), ambas de trigo, masa madre, aceite de oliva, agua y sal. Apenas contiene agente leudante, lo que garantiza su apariencia fina y crujiente.
Al igual que las galletes d'oli de Mallorca, las crostes o los bescuits de Formentera, las galletas fortas eran fabricadas para abastecer a los navíos en sus largas travesías por el mar. Gracias a su alta cantidad de aceite y poca de agua, son un pan duradero y que soporta bien la humedad del mar. Las galletas fortas se comen solas o se acompañan de algo de queso, sobrasada, camaiot, arenque y tomate, o bien una mezcla de aceite de oliva, vinagre y pimiento rojo.